# Marta Linz

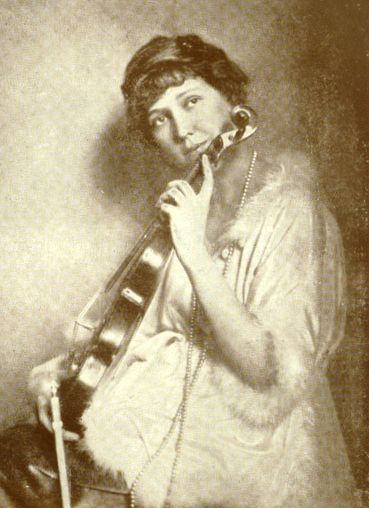
Marta Linz (1922)

Marta Linz von Kriegner (* 21. Dezember 1898 in Budapest, Österreich-Ungarn; † 11. Januar 1982 in Berlin) war eine ungarisch-deutsche Violinistin, Pianistin, Dirigentin und Komponistin.

## Biographie
Marta Linz stammte aus einer wohlhabenden deutsch-ungarischen Familie. Die Mutter, Anna Hasslinger, war Sängerin, der Vater Rechtsanwalt und Großgrundbesitzer, ein älterer Bruder war der Pianist und deutschsprachige Dramatiker Eugen Linz (1889–1954). Obwohl ihre Eltern selbst sehr musikinteressiert waren, sperrten sie sich zunächst aus gesellschaftlichen Gründen gegen den Wunsch der Tochter nach einer professionellen musikalischen Ausbildung. Marta Linz setzte sich jedoch durch und nahm ein Musikstudium mit den Schwerpunkten Klavier, Violine und Komposition in Budapest auf.
Linz heiratete den Rechtsanwalt Kálmán von Kriegner (1889–1938); 1916 und 1919 wurden ihre beiden Söhne – Kalman und Georg – geboren. Um die Laufbahn seiner Frau zu unterstützen, gab von Kriegner seine eigene als Diplomat auf und wurde ihr Manager und Impresario. Erste Konzerte von Linz als Violinistin sind ab 1918 bekannt. 1922 war ihr erster belegter Auftritt in Deutschland: In Dresden spielte sie Werke von Tartini, Goldmark, Mozart/Kreisler.
1924 zog die Familie nach Berlin, in eine repräsentative Wohnung am Kurfürstendamm. Die Söhne wurden in einem Internat angemeldet, und Marta Linz begann, regelmäßig Hauskonzerte zu geben; die Gäste gehörten zur Spitze der Berliner Gesellschaft. Marta Linz setzte ihre Ausbildung als Geigerin fort und nahm zudem als erste Frau ein Studium in der Dirigentenklasse der Musikhochschule Berlin auf. Einer ihrer Lehrer war Julius Prüwer. 1929 absolvierte sie die Meisterklasse bei Felix Weingartner in Basel. 1931 bei der Silvesteraufführung der Fledermaus in Koblenz trat sie erstmals als Dirigentin auf.
In den folgenden Jahren gab Marta Linz als Geigerin zunächst zahlreiche Konzerte, auch im Ausland, so in Österreich, Spanien, Italien und der Schweiz. Mitunter verband sie ihre Auftritte als Geigerin mit denen als Dirigentin. 1930 machte sie eine Tournee durch die USA, auf der sie ihr Mann als Berichterstatter für die Zeitschrift Signale für die musikalische Welt begleitete. In den 1930er Jahren kamen Auftritte im Rundfunk hinzu. Bei ihren Auftritten spielte sie Soloprogramme – einer ihrer Klavierbegleiter war häufiger Michael Raucheisen –, aber auch Konzerte in der Begleitung von Orchestern des jeweiligen Gastspielortes. Ihre Musikauswahl bestand in der Regel aus Klassik und Romantik. Sie komponierte selbst Lieder, die meist bei ihren Hauskonzerten zur Aufführung kamen.
1934 und 1935 dirigierte Linz die Berliner Philharmoniker, angekündigt als „erste Frau“ am Pult des Orchesters, was aber nicht zutreffend war; es gab mindestens sechs Frauen, die vor ihr das Ensemble dirigiert hatten. Auf sie folgte erst nach über 40 Jahren 1978 die Schweizerin Sylvia Caduff, zu der Zeit Generalmusikdirektorin in Solingen.
Das Verhältnis von Marta Linz zum NS-Regime beschreibt die Musikwissenschaftlerin Claudia Friedel als „vorsichtig formuliert – ungetrübt“. Sie musizierte unter anderem in Wohltätigkeitskonzerten für das Winterhilfswerk, zugunsten von Kraft durch Freude und des Kampfbundes für deutsche Kultur; diese Konzerte verschafften ihr Renommee sowie gute Verbindungen in gesellschaftlich wichtige Kreise. Ihr gutes Verhältnis zu Kultur-Staatsrat Hans Hinkel pflegte und nutzte sie. Vor allem engagierte sie sich aber im Lyzeum-Club, einer seit 1905 bestehenden Vereinigung für Künstlerinnen und Wissenschaftlerinnen ohne ideologische Ausrichtung. Allmonatlich veranstaltete sie in Berlin „Meisterkonzerte“, gelegentlich auch „Komponistinnenabende“.
Claudia Friedel: „Mitte der dreißiger Jahre ist Marta Linz auf dem Höhepunkt ihrer künstlerischen und gesellschaftlichen Karriere.“ Die Witwe von Hans von Bülow verehrte ihr den Taktstock ihres verstorbenen Mannes. Im Oktober 1938 kam der Ehemann von Marta Linz bei einem Autounfall ums Leben. Im Jahr darauf zog sie nach Bad Tölz, gegen Ende des Jahres nach Wiesbaden, wo sie bis mindestens 1950 lebte. Im Juni 1940 begleitete sie ihren Sohn Georg musikalisch, der als Saxophonist im ungarischen Rundfunk spielte. In Deutschland gingen ihre Engagements zurück, „sie führt das auf ihre ungarische Herkunft zurück“, schreibt Friedel. Stattdessen engagierte sie sich in der Truppenbetreuung; Konzerte in diesem Rahmen führten bis nach Italien. 1944 stellte sie einen Antrag auf Anerkennung als „Volksdeutsche“, jedoch offensichtlich weniger aus Überzeugung, sondern um in Berlin einen Prozess um eine Immobilie führen zu können, wie der damalige Sachbearbeiter „etwas indigniert“ feststellte.
Nach dem Krieg stellte der „Theatre & Music Control Officer“ in Wiesbaden Marta Linz eine Bescheinigung aus, dass ihr Verbleiben in der US-amerikanischen Zone „highly desirable“ sei. Sie zog mit ihrem Sohn Kalman zurück nach Berlin; Sohn Georg war 1945 kurz nach Kriegsende ums Leben gekommen. Linz trat nur noch selten auf, einer ihrer letzten Auftritte fand 1955 mit den Berliner Symphonikern statt. Aus diesem Anlass sagte sie in einem Interview: „Es ist leichter 80 Männer zu dirigieren als nur einen.“ Wegen Arthrose musste sie ihre Konzertaktivitäten beenden. Bis zu ihrem Tod lebte sie gemeinsam mit ihrem Sohn Kalman in Berlin.

## Rolle
Die künstlerischen Tätigkeiten von Marta Linz widersprachen dem nationalsozialistischen Frauenbild, dennoch war sie während der NS-Zeit erfolgreich und anerkannt. Dies ist nach Friedels Ansicht darauf zurückzuführen, dass es Linz gelang, ihr Bild in der Öffentlichkeit „abzumildern“, indem sie sich betont als Frau darstellte. So war sie als Komponistin in einer Männerdomäne tätig, ihre Stücke wurden aber lediglich als „edle Unterhaltungsmusik“ und Zugabelieder charakterisiert. Als Dirigentin betonte sie immer wieder ihre Weiblichkeit; die Kritiker lobten ihren Charme als „rassige Ungarin mit sprühendem künstlerischen Talent“. Die Rollenverteilung in der Ehe von Marta Linz wurde in der Öffentlichkeit verschwiegen, bei den Hauskonzerten der Ehemann vielfach als Gastgeber zuerst genannt; ihre Kinder blieben unerwähnt. Dieses widersprüchliche Bild von Marta Linz verschaffte ihr, so Friedel, „ihren persönlichen und künstlerischen Freiraum“.

## Musik
Das kompositorische Werk von Marta Linz umfasste vor allem Lieder und Arrangements, etwa von Musik von Franz Liszt und Antonín Dvořák. In den 1950er Jahren komponierte sie eine Oper König Drosselbart, die aber nie zur Aufführung kam.
Zu den UFA-Filmen Unter Ausschluß der Öffentlichkeit (1937) mit Olga Tschechowa und Verklungene Melodie (1938) mit Brigitte Horney, Willy Birgel und Carl Raddatz schuf sie die Filmmusik. Letzterer wurde in den 1950er Jahren erneut in den Kinos gezeigt. Dass die Filmmusik von ihr stammte, war 1938 groß auf den Filmplakaten zu lesen.
David Garrett spielte im Alter von 14 Jahren das Ave Maria D 839 von Dvorak nach einem Arrangement von Marta Linz; das Musikstück erschien 2013 auf seiner CD 14.

### Werke (Auswahl)
- 1922 Caprice und Capricetto. Für Klavier
- 1937 Nur dich allein hab’ ich geliebt. langs. Walzer a. d. Tonfilm Verklungene Melodie
- 1941 Ungarisches Capriccio. Für Violine u. Klavier
- o. J. Spanische Serenade
- o. J. Rumänische Rhapsodie
- o. J. Alte Spielmannsweise
- o. J. Reich’ mir die goldene Schale : daß du mich liebst! Lied